# Tamara Mavsar
Tamara Mavsar (Liubliana, 1 de abril de 1991) es una jugadora de balonmano eslovena que juega de extremo izquierdo en el RK Krim. Es internacional con la selección femenina de balonmano de Eslovenia.

## Palmarés

### RK Krim
- Liga de Eslovenia de balonmano femenino (10): 2009, 2010, 2011, 2012, 2013, 2014, 2015, 2018, 2019, 2020
- Copa de Eslovenia de balonmano femenino (9): 2009, 2010, 2011, 2012, 2013, 2014, 2015, 2018, 2019

### Vardar
- Liga de Macedonia del Norte de balonmano femenino (1): 2017
- Copa de Macedonia del Norte de balonmano femenino (1): 2017

## Clubes
| Club       | País                | Año               |
| ---------- | ------------------- | ----------------- |
| RK Krim    | Eslovenia           | 2008 - 2016       |
| ŽRK Vardar | Macedonia del Norte | 2016 - 2017       |
| RK Krim    | Eslovenia           | 2017 - 2020       |
| Siófok KC  | Hungría             | 2022 - 2023       |
| RK Krim    | Eslovenia           | 2023 - Actualidad |